# Karl Hennemann (Politiker)
Karl Hennemann (* 17. September 1898 in Köln; † 1. Dezember 1963) war ein deutscher Politiker (KPD), Gewerkschafter und Widerstandskämpfer gegen das NS-Regime.

## Leben
Hennemann, Sohn eines Schneiders, erlernte den Beruf des Möbeltischlers. 1915 wurde er als Soldat zum Kriegsdienst eingezogen. 
1920 trat Hennemann der Vereinigten Kommunistischen Partei Deutschlands (VKPD) bei. 1924 kandidierte er auf der Liste der KPD für die Kölner Stadtverordnetenversammlung. 1927 wurde er zum stellvertretenden Vorsitzenden der Roten Hilfe im Bezirk Mittelrhein gewählt. Im selben Jahr war er auch Delegierter zum Bezirksparteitag der KPD und dort Mitglied der Redaktionskommission. Im Sommer 1929 wurde er von der Firma Peter Stühlen in Köln-Kalk, in der er Betriebsratsvorsitzender war, fristlos entlassen. Eine Klage vor dem Arbeitsgericht wurde abgewiesen. Im November 1929 wurde Hennemann in den Kölner Stadtrat gewählt, er legte sein Mandat jedoch zum 20. November 1931 nieder. 
Nach der „Machtergreifung“ der Nationalsozialisten beteiligte sich Hennemann am Widerstandskampf der KPD. Er floh in die Niederlande und hielt sich bis Ende Juni 1933 – an der Grenze zu Aachen – in Vaals auf. Anschließend befand er sich im Exil im Saargebiet, in Frankreich, ab 1936 in Norwegen und zuletzt in Schweden. Im Januar 1938 kam es im Rahmen der Seeleutearbeit für die Internationale Transportarbeiter-Föderation in Bergen zu persönlichen Kontakten zwischen Willy Brandt und Hennemann. Die Anerkennung Hennemanns, der für die ITF arbeiten wollte, machte Edo Fimmen von Brandts Garantie für dessen politische Loyalität abhängig. Brandt gab diese, nachdem er ein Gespräch mit Hennemann und dem örtlichen Vorsitzenden des Seemannsverbandes in Bergen geführt hatte. In Schweden gehörte Hennemann der letzten KPD-Parteileitung unter Anton Plenikowski an. 
Im März 1946 kehrte Hennemann über Danzig nach Deutschland zurück. Er sollte zunächst der KPD-Bezirksleitung in seiner Heimatstadt Köln zur Verfügung gestellt werden, wurde dann jedoch Mitglied des Zonensekretariats in Mainz, wo er für Kaderfragen zuständig war. Von 1948 bis zum Verbot der KPD 1956 war Hennemann Mitglied des Sekretariats des Landesvorstandes der KPD in Rheinland-Pfalz, zunächst war er dort zuständig für Arbeit und Soziales, anschließend für Kaderfragen. Ab 1954 war er zuständig für die materielle Betreuung inhaftierter Parteimitglieder, zum Zeitpunkt des Parteiverbots für Massenorganisationen. 
1959 wurde Hennemann wegen Rädelsführerschaft im 1955 verbotenen „Landeskomitee zur Wahrung demokratischer Rechte und zur Verteidigung inhaftierter Patrioten“ zu zwei Monaten Gefängnis verurteilt. 1960 übersiedelte er in die DDR. Dort starb Hennemann nach langer schwerer Krankheit im Alter von 65 Jahren.